# Margès
Margès é uma comuna francesa na região administrativa de Auvérnia-Ródano-Alpes, no departamento de Drôme. Estende-se por uma área de 9,79 km². Em 2010 a comuna tinha 1 169 habitantes (densidade: 119,4 hab./km²).